# Xyridacma octomaculata
Xyridacma octomaculata är en fjärilsart som beskrevs av Thierry-mieg 1921. Xyridacma octomaculata ingår i släktet Xyridacma och familjen mätare. Inga underarter finns listade i Catalogue of Life.